# Sydney Chaplin (Schauspieler, 1926)
Sydney Earle Chaplin (* 30. März 1926 in Los Angeles, Kalifornien; † 3. März 2009 in Rancho Mirage, Kalifornien) war ein US-amerikanischer Schauspieler.

## Leben
Der zweite Sohn des Schauspielerpaares Charles Chaplin und Lita Grey wurde nach seinem Onkel Sydney Chaplin benannt. Er startete nach erheblichen Schulproblemen wegen Disziplinlosigkeiten sowie dem Militärdienst in der US-Armee wie sein Vater eine Schauspielkarriere. An der Seite und unter Regie seines Vaters spielte er in dem Film Rampenlicht einen jungen Komponisten. Diesem Einstand folgten zahlreiche Auftritte in Film- und Fernsehproduktionen. Einen weiteren Auftritt in einem Film seines Vaters hatte er 1967 in Die Gräfin von Hongkong, in dem er in einer größeren Nebenrolle den Anwalt und Vertrauten von Marlon Brandos Hauptfigur spielte.
Nebenbei trat Sydney Chaplin auch am Broadway auf und gewann 1957 den Tony Award für seinen Auftritt neben Judy Holliday in der Komödie Bells Are Ringing. 1964 war der Schauspieler an der Seite von Barbra Streisand in Funny Girl für einen weiteren Tony nominiert. Nach 1977 zog er sich von der Schauspielerei zurück. Ab den 1980er-Jahren fungierte er als Besitzer des Restaurants „Chaplin’s“ in Palm Springs, Kalifornien. Er spielte eine entscheidende Rolle bei der Fertigstellung und Veröffentlichung der Memoiren seiner Mutter Lita, 1998 unter dem Titel Wife of the Life of the Party erschienen. Im Vorwort des Buches äußert sich Chaplin junior auch selbst zu seinen Eltern.
Sydney Chaplin war zweimal verheiratet: von 1960 bis zur Scheidung 1985 mit der Tänzerin Noëlle Adam, aus dieser Ehe hatte er einen Sohn; und von 1998 bis zu seinem Tod mit Margaret Beebe. In den 1950er-Jahren hatte er aufgrund seiner Affäre mit der Schauspielerin Kay Kendall für Schlagzeilen in der Boulevardpresse gesorgt. Chaplin starb im März 2009 im Alter von 82 Jahren in seinem Haus in Kalifornien an den Folgen eines Schlaganfalls.

## Filmografie (Auswahl)
- 1952: Rampenlicht (Limelight)
- 1953: Ein Akt der Liebe (Un acte d'amour)
- 1954: Columbus entdeckt Krähwinkel
- 1955: Ein Königreich für eine Frau (Abdulla the Great)
- 1955: In den Schlingen von Scotland Yard (Confession)
- 1955: Land der Pharaonen (Land of the Pharaohs)
- 1956: Dem Tode entronnen (Pillars of the Sky)
- 1957: Quantez, die tote Stadt (Quantez)
- 1957: Wem die Sterne leuchten (Four Girls in Town)
- 1967: Die Gräfin von Hongkong (A Countess from Hongkong)
- 1967: Sieben Mann und ein Luder (Sept hommes et une garce)
- 1968: Einer nach dem anderen – ohne Erbarmen (Uno ad uno sin piedad)
- 1968: Ho! Die Nummer eins bin ich (Ho!)
- 1968: Pagò cara su muerte
- 1968: Sartana – Bete um Deinen Tod (…Se incontri Sartana prega per la tua morte)
- 1969: Das Gesicht im Dunkeln (A doppia faccia)
- 1969: Der Clan der Sizilianer (Le clan des Siciliens)
- 1971: Die Harte mit den weichen Keks (La grande maffia…)
- 1975: Make-Up und Pistolen (Police Woman) (Fernsehserie, 1 Folge)
- 1975: Tödliche Diagnose (Medical Story) (Fernsehfilm)
- 1976: Die Zwei mit dem Dreh (Switch) (Fernsehserie, 3 Folgen)
- 1977: Die Sieben-Millionen-Dollar-Frau (The Bionic Woman) (Fernsehserie, 1 Folge)